# Golfe San Jorge
Le golfe San Jorge (en espagnol : Golfo San Jorge ; littéralement « Golfe Saint-Georges ») est un golfe situé au sud de la Patagonie, en Argentine. Il s'agit d'un bassin océanique ouvert sur l'océan Atlantique. Ses côtes sont situées dans la province de Chubut et dans la province de Santa Cruz. Le golfe mesures environ 244 km de long à son embouchure et couvre une superficie de 39 km2. Il est délimité par le cap Dos Bahías et le cap Tres Puntas.
En raison de sa géographie, plus de 70 % des eaux du golfe ont une profondeur comprise entre 70 m et 100 m. Au sud, la profondeur est de 50 m à 60 m et au nord, elle est de 90 m. Le fond marin est formé par des restes de bivalves et de cirripèdes, ainsi que de boue, sable, graviers et carbonate.
La température moyenne de l'eau varie entre 5,09 °C et 13,41 °C. La salinité est d'environ 33 000 ppm.

## Centres de population
Environ 90 % des habitants de la province de Chubut Province vivent sur les côtes du golfe San Jorge. Comodoro Rivadavia et Caleta Olivia sont les deux plus grandes villes situées sur ses côtes. 
Le port de pêche de Camarones et la ville de Rada Tilly donnent également directement sur le golfe San Jorge.